# Atsushi Sakate

a Compétitions nationales et continentales officielles uniquement.

b Matchs officiels uniquement.
Dernière mise à jour le 3 mai 2024.
Atsushi Sakate (坂手 淳史, Sakate Atsushi), né le 21 juin 1993 à Kyoto (Japon), est un joueur de rugby à XV international japonais évoluant au poste de talonneur. Il évolue avec le club japonais des Saitama Wild Knights en League one depuis 2016.

## Carrière

### En club
Atsushi Sakate a commencé par évoluer en championnat japonais universitaire avec son club de l'Université Teikyō entre 2012 et 2016. Il est le capitaine de l'équipe à partir de 2015.
Il rejoint en 2016 le club des Panasonic Wild Knights situé à Ōta et qui évolue en Top League. Dans ce club, il est la doublure du capitaine Shota Horie.
Il rejoint en 2017 la franchise japonaise de Super Rugby : les Sunwolves.  Il fait ses débuts professionnels le 11 mars 2017 lors du match contre les Cheetahs. Il joue avec cette équipe jusqu'en 2019, disputant dix-sept rencontres.

### En équipe nationale
Atsushi Sakate joue avec la sélection japonaise des moins de 20 ans en 2012. Il est finaliste du trophée mondial des moins de 20 ans en 2012 avec les Baby Blossoms.
Il est appelé pour la première fois pour évoluer avec l'équipe du Japon en avril 2016 par le sélectionneur Jamie Joseph, alors qu'il est encore un joueur universitaire, dans le cadre du championnat d'Asie 2016. Il obtient sa première cape internationale le 30 avril 2016, à l’occasion d’un match contre l'Équipe de Corée du Sud à Kanagawa.
Il fait partie du groupe japonais sélectionné pour participer à la Coupe du monde 2019 au Japon. Il dispute quatre rencontres, dont le quart de finale contre l'équipe d'Afrique du Sud. Doublure de l'expérimenté Shota Horie, il n'est titulaire que pour une seule rencontre, contre les Samoa lors de la phase de poule.
En juin 2022, il est nommé capitaine de l'équipe du Japon, succédant à Michael Leitch.
Il est appelé dans le groupe japonais pour la préparation de la Coupe du monde 2023. Il est ensuite retenu dans la sélection finale pour le Mondial,. Toujours remplaçant de Shota Horie, il ne débute qu'un seul match sur les quatre qu'il dispute.

## Palmarès

### En club
- Vainqueur du Championnat du Japon en 2021 et 2022 avec les Wild Knights.
- Finaliste du Championnat du Japon en 2023 avec les Wild Knights.

### En équipe nationale
- Vainqueur du Championnat d'Asie de rugby à XV en 2016 et 2017.

## Statistiques internationales
- 30 sélections avec le Japon depuis 2016.
- 20 points (4 essais).

- Participation à la coupe du monde 2019 (4 matchs).